# Mauro Fiore
Mauro Fiore (Marzi, 15 novembre 1964) è un direttore della fotografia italiano con cittadinanza statunitense.

## Biografia
Nasce a Marzi, in provincia di Cosenza, il 15 novembre 1964, figlio di Lorenzo Fiore e di Romilda Carpino. All'età di sette anni emigra con la famiglia negli Stati Uniti, stabilendosi per diversi anni a Chicago, affrontando le difficoltà di una famiglia emigrata. Mentre i genitori e la sorella ritornano a vivere in Italia, Fiore rimane negli States per frequentare il Columbia College di Chicago. Durante gli anni degli studi conosce Janusz Kaminski, con il quale si trasferisce in California in cerca di fortuna.
La sua carriera inizia come elettricista e tecnico luci, partecipando a varie produzioni firmate da Steven Spielberg, come Schindler's List e Amistad.
Nel corso degli anni, Fiore lavora come direttore della fotografia in campo internazionale, prevalentemente per il cinema statunitense, diventando membro dell'American Society of Cinematographers. Ha lavorato sempre dietro le quinte, come operatore di camera e tecnico luci, dagli anni novanta in poi ha iniziato a lavorare assiduamente come direttore della fotografia di film come La vendetta di Carter, Training Day, Smokin' Aces e molti altri.
Il 7 marzo 2010 per il suo lavoro in Avatar, di James Cameron, ottiene una statuetta agli Oscar 2010 per la migliore fotografia.

## Filmografia
- Automaton (1986)
- Drag (1993)
- Dominion (1995)
- Soldier Boyz (1996)
- Una maledetta occasione (An Occasional Hell, 1996)
- Breaking Up - Lasciarsi (Breaking Up), regia di Robert Greenwald (1997)
- Love from Ground Zero (1998)
- Due gemelle per un papà (Billboard Dad), regia di Alan Matter (1998)
- Lost Souls - La profezia (Lost Souls), regia di Janusz Kaminski (2000)
- La vendetta di Carter (Get Carter), regia di Stephen Kay (2000)
- The Center of the World, regia di Wayne Wang (2001)
- Driven, regia di Renny Harlin (2001)
- Training Day, regia di Antoine Fuqua (2001)
- Fuga da Seattle (Highway), regia di James Cox (2002)
- L'ultima alba (Tears of the Sun), regia di Antoine Fuqua (2003)
- The Island, regia di Michael Bay (2005)
- Smokin' Aces, regia di Joe Carnahan (2006)
- The Kingdom, regia di Peter Berg (2007)
- Avatar, regia di James Cameron (2009)
- A-Team (The A-Team), regia di Joe Carnahan (2010)
- Real Steel, regia di Shawn Levy (2011)
- Runner, Runner, regia di Brad Furman (2013)
- The Equalizer - Il vendicatore, regia di Antoine Fuqua (2014)
- Southpaw - L'ultima sfida, regia di Antoine Fuqua (2015)
- I magnifici 7 (The Magnificent Seven), regia di Antoine Fuqua (2016)
- X-Men - Dark Phoenix (Dark Phoenix), regia di Simon Kinberg (2019)
- Mosul, regia di Matthew Michael Carnahan (2019)
- Infinite, regia di Antoine Fuqua (2021)
- Spider-Man: No Way Home, regia di Jon Watts (2021)
- Security, regia di Peter Chelsom – film TV (2021)
- A Good Person, regia di Zach Braff (2023)
- Madame Web, regia di S. J. Clarkson (2024)